# الآباء والبنات (فلم)
الآباء والبنات (بالإنجليزية: Fathers and Daughters) هو فيلم درامي أمريكي إيطالي تم إنتاجه في سنة 2015 وهو من إخراج غابرييل موكينو وبطولة راسل كرو وأماندا سيفريد وكيلي روجرز، قصة الفيلم تتكلم عن رجل أرمل يحاول أن يربي إبنته وبعد 27 سنة تحاول إبنته إرجاع علاقتها به.

## وصلات خارجية
- مقالات تستعمل روابط فنية بلا صلة مع ويكي بيانات
- الآباء والبنات على قاعدة بيانات الأفلام على الإنترنت
- الآباء والبنات على بوكس أوفيس موجو
- الآباء والبنات على موقع الطماطم الفاسدة
- الآباء والبنات على ميتاكريتيك